# Katolikos patriarcha celé Gruzie

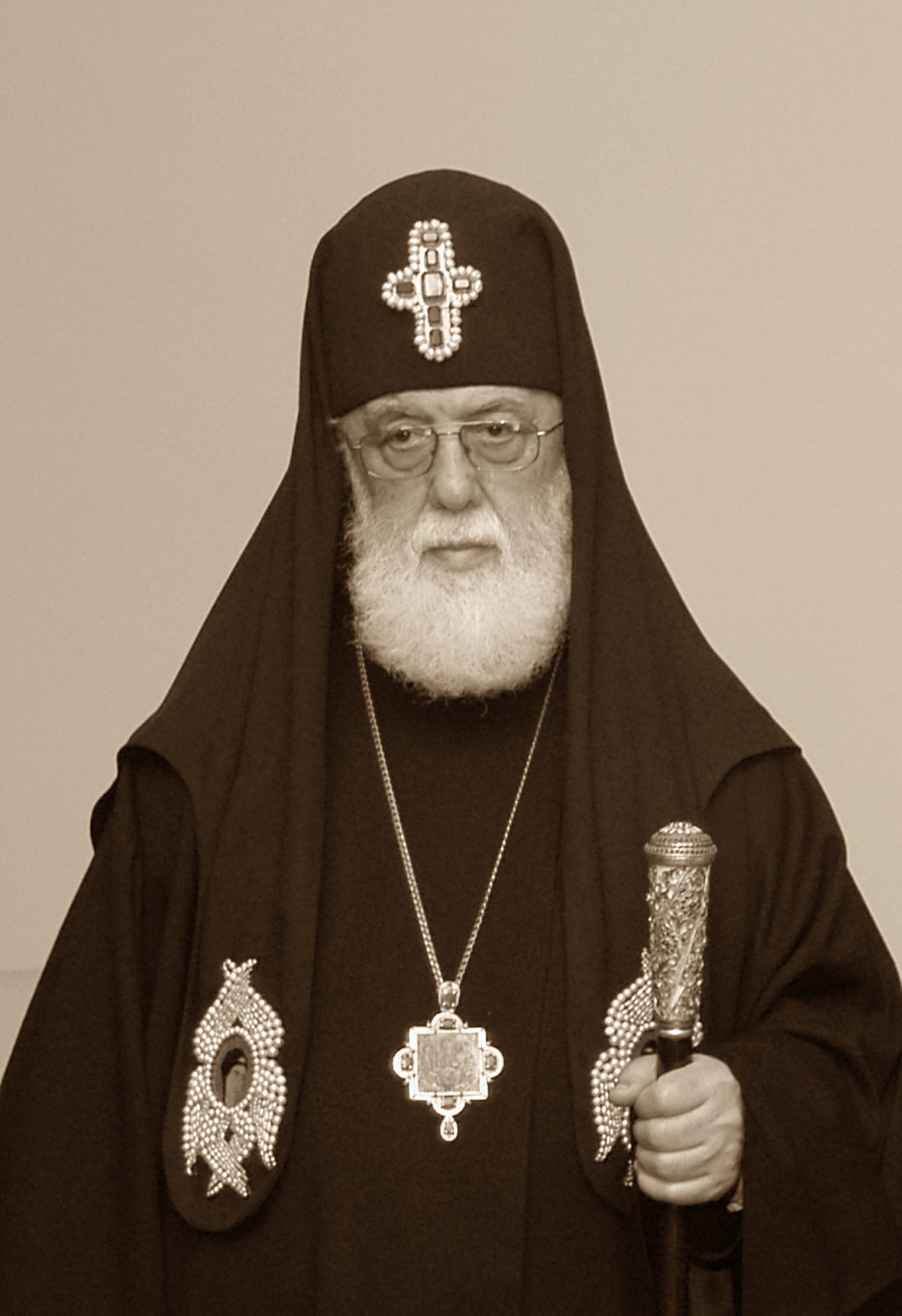
Současný katolikos patriarcha Ilia II.

Katolikos patriarcha celé Gruzie je titul hlavy Gruzínské pravoslavné církve a to od roku 1010. Prvním katolikosem patriarchou byl Melchisedech I.
V 15. století se Gruzínská pravoslavná církev rozdělila na Východní a Západní část, a tím byly vytvořeny tituly Katolikose patriarchy Východní Gruzie a Katolikose patriarchy Západní Gruzie. 
Roku 1801 bylo království Kartli-Kachetie (Východní Gruzie) obsazeno a připojeno k carskému Ruskému imperiu. Roku 1811 byl autokefální status Gruzínské církve zrušen Ruskem a byla připojena k Ruské pravoslavné církvi.
Roku 1917 byly autokefalita církve obnovena. Prvním katolikosem patriarchou po obnovení se stal Kyrion II.